# Подпалвачката (филм, 2022)
„Подпалвачката“ (на английски: Firestarter) е американски научнофантастичен филм на ужасите от 2022 г. на режисьора Кийт Томас, по сценарий на Скот Тиймс, базиран на едноименния роман от 1980 г., написан от Стивън Кинг. Римейк е на едноименната филмова адаптация от 1984 г. и участват Зак Ефрон, Райън Кийра Армстронг, Сидни Лемън, Къртууд Смит, Джон Бийсли, Майкъл Грейес и Глория Рубе. Филмът е продуциран от Джейсън Блум и Акива Голдсман под техните съответните етикети „Блумхаус Продъкшънс“ и „Уийд Роуд Пикчърс“, заедно с „БолдърЛайт Пикчърс“ и „Енгри Адам Продъкшънс“.
Снимките започват на 25 май 2021 г. в Торонто и Хамилтън, Онтарио, и приключват на 16 юли.
„Подпалвачката“ е пуснат по кината в Съединените щати на 13 май 2022 г. от „Юнивърсъл Пикчърс“, самостоятелно по кината, и по стрийминг услугата „Пийкок“.

## Актьорски състав
- Зак Ефрон – Андрю „Анди“ Макгий
- Райън Кийра Армстронг – Шарлийн „Чарли“ Макгий
- Сидни Лемън – Виктория „Вики“ Макгий
- Къртууд Смит – д-р Джоузеф Уанлес
- Джон Бийсли – Ирв Мандърс
- Майкъл Грейес – Джон Рейнбърд
- Глория Рубе – Капитан Холистър